# Hypodryas mysia
Hypodryas mysia är en fjärilsart som beskrevs av Jacob Hübner 1793. Hypodryas mysia ingår i släktet Hypodryas och familjen praktfjärilar. Inga underarter finns listade i Catalogue of Life.